# 上海书店出版社
上海书店出版社是位於中華人民共和國上海市的一家出版社，成立於1988年6月。該出版社前身是1960年至1966年的上海古籍書店和1978年之後的上海書店。上海书店出版社從上海古籍書店時期開始，就從事古舊書刊影印出版。1990年代，上海书店出版社出版400册8开的全套《申报》影印本，在當時是中華人民共和國成立以来最大的出版物。

## 外部連結
- 官方网站